# Pujanke
Pujanke su jedan od splitskih gradskih kotareva i gradskih četvrti u gradu Splitu. Smještene su na istočnom dijelu grada a omeđene su sa sjevera Ulicom Domovinskog rata, s istoka Ulicom zbora narodne garde, s juga Vukovarskom ulicom a sa zapada Velebitskom ulicom. 
Gradski kotar Pujanke koji je okružen susjednim gradskim kotarima Neslanovcem, Ravnim njivama, Kocunarom i Sućidrom koji se nalaze na sjeverno i zapadno od Pujanki, Visokom i Mejašima nalazi se na južno i istočno od Pujanki. Iako se gradska četvrt Pujanke smatra jednom od najvećih četvrti u Splitu, gradski kotar Pujanke ipak je manji. Razlog ovome je to što se granice ove četvrti ne podudaraju s granicama gradskog kotara, što je slučaj s većinom ostalih kotareva u Splitu. S preko 10.000 stanovnika ovaj dio grada može se smatrati gradom samim za sebe jer se stanovnicima ovog kotara sve nalazi na dohvat ruke. 

Na području kotara pronaći ćete dućane (trenutno stanje: dva Studenca, jedan Konzum i jedna Victa), kladionice, poštu, ljekarnu, tržnicu, pekare, Crkvu i osnovnu školu koja se nadogradila i ima dva dijela te moze primiti mnogo učenika. Gradski kotar Pujanke posjeduje više od 5 nogometnih i 2 košarkaška igrališta.

## Povijest
Toponim Pujanke spominje se u katastiku splitske plemićke obitelji Milesi iz 1751. godine, u popisu imanja navodi se kao Pujanca, a kao Pugianica u popisu imanja bratovštine sv. Duha iz 1766. godine.

## Etimologija
Ime je nastalo najvjerojatnije po imenu sorte vinove loze "pujanka" nazvanoj po
talijanskoj pokrajini Apuliji iz koje je donesena, no postoji i mišljenje kako je porijeklo po imenu biljke "pujanik" (splitski: pujanika).

## Vanjske poveznice
- Gradski kotar Pujanke na stranicama grada Splita
- Gradski kotar Pujanke na Facebooku